# José María Sánchez (presbítero)
José María Sánchez Altamirano (¿1763?–1820) fue un bachiller y presbítero católico novohispano, miembro de la Conspiración de Querétaro en 1810 y director de la "academia literaria" con la cual se disfrazaban las reuniones de dicha conspiración. 
Fue hijo "bastardo" de Joaquín Sánchez Grimaldo y de María Altamirano. Se desempeñó como capellán del Regimiento Provincial de la ciudad de Querétaro en 1800, y como prepósito del oratorio de San Felipe por una temporada. Ganó fama en Querétaro por sus conocimientos y por su facilidad para la oratoria.
Para 1810, era ya miembro importante de la Conspiración de Querétaro. En la casa donde vivía, en el número 14 de la calle del Descanso, al parecer propiedad de la familia del Lic. Juan Nepomuceno Mier y Altamirano, se realizaron muchas de las juntas de la conspiración.  Fue denunciado por Juan Ochoa en una carta fechada el 11 de septiembre de 1810, y mencionado allí como el "principal director de los comprendidos en esta ciudad", así como residente de una casa propiedad del Lic. Altamirano.  Fue detenido junto con los demás conjurados, la mañana del 16 de septiembre de 1810, pero después fue puesto en libertad.
Posteriormente fue prefecto de la Ilustre y Venerable Congregación de Nuestra Señora Santa María de Guadalupe en la misma ciudad de Santiago de Querétaro, de 1814 a 1817. Allí pronunció dos famosos sermones. El primero, de 1815, es el "Sermón que en la restitución al trono del Señor Don Fernando Séptimo (Q. D. G.) predicó en la iglesia de la Venerable Congregación de Nuestra Señora Santa María de Guadalupe, el Br. Don José María Sánchez, prefecto de ella". El segundo, de 1816, es el "Sermón que en la festividad con que se celebró la Cofradía de Nuestra Señora Santa María de Guadalupe de la ciudad de Querétaro la aparición prodigiosa de su Santísima Patrona el día 14 de diciembre de 1816, dicho por el Br. D. José María Sánchez".
El 13 de mayo de 1815, presidió el matrimonio entre el Lic. Juan Nepomuceno Mier y Altamirano y María Manuela Arroyo Juárez, en la iglesia de la Venerable Congregación de Nuestra Señora Santa María de Guadalupe. En el acta, registró al contrayente como el "Republicano Lic. Don Juan Nepomuceno Mier y Altamirano".
Murió la madrugada del 20 de enero de 1820, debido a una apoplejía, y fue sepultado la tarde del mismo día en la Iglesia de Nuestra Señora de Guadalupe en Querétaro.